# Bell test-eksperimenter
Bell test-eksperimenter tjener til at undersøge gyldigheden af sammenfiltringseffekten i kvantemekanik ved at bruge en slags Bell-ulighed.

## EPR-paradokset formuleres
Albert Einstein og Niels Bohr var uenige om forståelsen af kvantemekanikken. Denne uenighed blev formuleret præcist af Einstein i samarbejde med Boris Podolsky og Nathan Rosen i 1935 i form af det såkaldte Einstein-Podolsky-Rosen paradoks, forkortet EPR-paradokset. Det blev påvist i 1964 af John Bell at de to synspunkter har observerbare forskelle, der går under navnet navnet Bells uligheder.

## EPR-paradokset laves som praktisk eksperiment

### Freedman and Clauser, 1972
Tekst mangler, hjælp os med at skrive teksten

### Alain Aspects gruppe, 1981-1982
I 1982 gennemførte Alain Aspect, i samarbejde med Jean Dalibard og Gérard Roger, en eksperimentiel test af Bells ulighed og dermed af EPR-paradokset. Deres forsøg er kendt som Aspect-forsøgene. I disse forsøg udsendtes to kvantemekanisk sammenfiltrede fotoner samtidig i hver sin retning, og deres polarisation (svingningsretning) måltes samtidigt i to adskilte polarisationsfiltre. Hvis Einstein havde ret, og Bells ulighed holdt, ville der være en bestemt grad af korrelation mellem de to fotoners polarisation.
Forsøg viser at alt efter polarisationsfiltrenes indbyrdes vinkler måles forskellig korrelationer mellem de to sammenfiltrede partiklers polarisation også kaldet spin. "Spinnet eksistere først når det måles" er en mulig forklaring på et - til dato - uforklaret EPR-paradoks.
Paradoks kan man omgå ved at beskrive lys med "E-Prime" en variation af engelsk, hvor man undgår at bruge udsagnsordet: "at være".
Paraboks - når/hvis lys "er" - fremgår af følgende beskrivelse af eksperiment:
Ved 0 Grader måles korrelationen +1, ved 180 Grader måles korrelationen -1, og ved 90 Grader måles ingen korrelation, idet der statistisk måles lige mange fotoner med samme polarisationsretning som der måles fotoner med modsat polarisationsretning.
1: Hvis fotonernes polarisation er en egenskab født ved kilden (Albert Einstein) må forventes - en lineær sammenhæng (Bell Ulighed) - da filtrenes indbyrdes vinkel burde være ukendt på måletidspunkt - og der skulle kunne måles en korrelation på +0,5 ved 45 Grader.
2: Hvis polarisation først eksistere når polarisation måles (Niels Bohr), vil - ifølge Kvantemekaniken - forventede korrelationen svare til en projektion af polarisationsfiltrenes indbyrdes vinkler mod hinanden f.eks. Ved 45 Grader vil korrelationen være ca. cos(45 Grader) = +0,7.
Forsøget er indrettet så polarisationsfilternes retning A og B vælges uafhængigt og først, når de sammefiltrede partikler har forladt deres fælles kilde. Ifølge Bell Ulighed (EPR-paradokset) bør den statistisk korrelation mellem målte spin - være en ret linje, uafhængig af de absolutte vinkler - kun være afhængig af polarisationsfilternes indbyrdes og relative vinkler. Filternes vinkler burde ikke være kendt på måletidspunkt (hvis sted, tid og lysets hastighed respekteres).
Forsøgs beskrivelsen er en forkortet beskrivelse fra den engelske version af Wikipedia, som den var jan 2014.

### Tittel and the Geneva group, 1998
...

## Resultat: Bohr har ret
Forsøget viste imidlertid, at Bohr havde ret og at Bells ulighed ikke holdt. Det vil sige, at to sådanne partikler kan koordinere deres svingningsretning efter, at de er udsendt i hver sin retning med lysets hastighed, dvs. under forhold hvor det ikke er muligt at nogen form for signal kan nå fra den ene partikel til den anden. I et generelt perspektiv betyder det, at hvis et par partikler er koordinerede, så kan en ændring i tilstanden for den ene partikel øjeblikkeligt fremtvinge en tilsvarende ændring i tilstanden for den anden partikel – selv om de to er vilkårligt langt fra hinanden, f.eks. befinder sig på hver sin stjerne.

Dette påviste fænomen kaldes for kvantefysisk sammenfiltring og Einstein kaldte det formodede fænomen for en Spooky kvantemekanisk forbindelse.

## Konsekvenser
Kvantefysisk sammenfiltring har set ud som om, at de brød med vores forestillinger om årsag og virkning og fra ca. 1995-2005 eller længere, har der været mange diskussioner og praktiske eksperimenter, som skulle påvise eller afkræfte signaloverførsel med overlyshastighed via kvantefysisk sammenfiltring. Så Aspect-eksperimentets resultat lavede virkelig røre i det globale fysikermiljø og der er stadig mange ting der mangler at blive afklaret.
Aspect-forsøgene er derfor af fundamental betydning ikke blot for fysikken, men for menneskets forståelse af hvordan verden overhovedet er skruet sammen, dvs. for filosofien. Mange fysikere har forsøgt at erstatte kvantefysisk sammenfiltring med en deterministisk synsvinkel (en:Hidden variable theory) , men det har ikke villet lykkes. Så virkeligheden omfatter stadig klassisk uforklarlige fænomener som tilsyneladende er ulogiske. Det er grunden til at man har vanskelighed ved at simulere fysiske eksperimenter med mange subatomare partikler. Som konsekvens foreslog Richard Feynman at simulere kvantemekaniske eksperimenter ved hjælp af andre kvantemekaniske systemer – kvantecomputeren var født teoretisk.
Kvanteteleportation bygger også videre på resultatet af Alain Aspects eksperimenter.

### Centrale afhandlinger
- Experimental Realization of Einstein-Podolsky-Rosen-Bohm Gedankenexperiment: A New Violation of Bell's Inequalities, A. Aspect, P. Grangier, and G. Roger, Physical Review Letters, Vol. 49, Iss. 2, pp. 91–94 (1982) DOI:10.1103/PhysRevLett.49.91
- Experimental Test of Bell's Inequalities Using Time-Varying Analyzers, A. Aspect, J. Dalibard and G. Roger, Physical Review Letters, Vol. 49, Iss. 25, pp. 1804–1807 (1982) DOI:10.1103/PhysRevLett.49.1804